# أحمد علي الحذيفي
أحمد بن علي الحذيفي من قارئي القرآن الكريم ومن أئمة وخطباء المسجد النبوي والمساجد في المملكة العربية السعودية، وهو ابن إمام وخطيب المسجد النبوي الشريف علي بن عبد الرحمن الحذيفي، يعمل إماماً وخطيباً بالمسجد النبوي بالمدينة المنورة بعد أن كان إماماً وخطيباً لمسجد قباء بالمدينة المنورة وأستاذًا مشاركاً في جامعة طيبة بالمدينة المنورة كما عمل في الجامعة الإسلامية بالمدينة المنورة وحصل منها على الماجستير والدكتوراه بتقدير ممتاز مع مرتبة الشرف الأولى وله العديد من المشاركات العلمية والمحاضرات والندوات داخل المدينة المنورة وخارجها.
في رمضان 1438 هـ كلفت الرئاسة العامة لشؤون المسجد الحرام والمسجد النبوي بالمدينة المنورة الحذيفي بإمامة المصلين في صلاة التراويح في المسجد النبوي الشريف، واستمر التكليف في رمضان 1439 هـ و1440 هـ. وفي عام 1441هـ بتاريخ 13 صفر صدر قرار بتعيينه إماماً رسمياً للمسجد النبوي 
في ديسمبر 2022 صدرت الموافقة على مشاركته في الخطابة بالمسجد النبوي.

## مشايخه
- قرأ على عدد من المشايخ القراء وعلى رأسهم أحمد الزيات وأجازه في رواية حفص عن الإمام عاصم بن أبي النجود.
- قرأ على والده علي بن عبدالرحمن الحذيفي.
- وأخذ كثيرا من العلوم في العربية والحديث والتفسير والفقه وأصوله على كثير من المشايخ في المسجد النبوي والمدينة المنورة وغيرها إلى جانب دراسته الجامعية.

## وصلات خارجية
- مصحف الشيخ أحمد علي الحذيفي في موقع نداء الإسلام
- مصحف الشيخ أحمد علي الحذيفي في موقع رياض القران
- مصحف الشيخ أحمد علي الحذيفي في موقع صدى الفجر